# Selaginella tama-montana
Selaginella tama-montana är en mosslummerväxtart som beskrevs av Shunsuke Serizawa.
Selaginella tama-montana ingår i släktet mosslumrar och familjen mosslummerväxter. Inga underarter finns listade i Catalogue of Life.